# Urban Strike
Urban Strike — видеоигра в жанре скролл-шутер. Является третьей частью серии Strike.

## Сюжет
Проигравший выборы кандидат в президенты США создаёт супероружие, с помощью которого собирается захватить власть над миром. Выясняется, что это наркобарон Карлос Ортега выживший после попадания ракеты в автобус, при попытке сбежать из Вашингтона в прошлой части Jungle Strike. Кроме этого, он объединяет вокруг себя множество сторонников из разных государств. Создавшаяся обстановка угрожает мировой безопасности, и правительство даёт задание пилотам нескольких боевых вертолётов помешать злодею в осуществлении его плана.

## Геймплей

Миссия спасти пассажиров с тонущего круизного судна — кадр из версии для Sega Mega Drive/Genesis

Игровой процесс заключается в следующем. Игра разделена на несколько больших уровней-карт (джунгли, пустыня, город и др.). Задача игрока заключается в выполнении определённых миссий — например, уничтожение наземных целей или спасение заложника.
Уровни в игре выполнены с использованием аксонометрической проекции и представляют собой замкнутые локации. Здесь находятся множество объектов, охраняемых солдатами.
Солдаты могут находиться на смотровых вышках, в пулемётных гнёздах, в ДОТах и использовать транспорт. Их вооружение — автоматы, пулемёты и гранатомёты. Как правило, солдаты, не находящиеся на укреплённых позициях, не имеют большого запаса здоровья; гораздо труднее уничтожать солдат на вышках или огневых точках.
Также на уровнях встречается военная техника — бронеавтомобили, патрульные лодки, субмарины и др., вооружённые пулемётами и ракетами. Техника также имеет различный уровень прочности (обычно чем больше размер объекта, тем он прочнее).
Игрок может управлять поочерёдно двумя боевыми вертолётами. В начале уровня выдаётся один из вертолётов; другой можно найти на вертолётной площадке на территории. Такие площадки могут находиться как на земле, так и на кораблях-авианосцах.
В некоторых из миссий вам придется покинуть свой вертолет и направиться выполнять задания в одиночку. Иногда вас попросят пересесть на наземную технику и сражаться на танках.
Вертолёт несёт на себе три типа вооружения: пулемёт и ракеты малой и средней дальности. Их боезапас конечен, но может быть пополнен в ходе уровня. Для этого нужно разрушать некоторые строения, в которых находятся боеприпасы. В зданиях могут находиться другие полезные предметы (например, бочки с топливом), а также заложники и солдаты. Запас прочности вертолёта ограничен; после его уничтожения игрок начинает игру с места крушения.

## Оценки
Рецензент российского издания Великий Dракон посчитал игру слишком лёгкой и поэтому самой слабой игрой серии Strike. GamePro посчитал игру отличной, отдельно отметив нововведения вроде появления новых воздушных и наземных миссий и саундтрек в жанре «техно».
Обозреватель Next Generation, сравнивая версии для Genesis и SNES, отметил, что SNES-версия более яркая и насыщенная цветами, однако обладает менее удобным управлением и худшей анимацией, но в итоге соответствует общему качеству Genesis-версии. Дав игре оценку 3 из 5, он заключил, что игровая серия начинает стагнировать, однако всем поклонникам серии Urban Strike должна понравиться. Genesis-версия также получила от издания оценку 3 из 5. Рецензент отметил, что несмотря на то, что Urban Strike является лучшей из всех игр Strike, однако в плане игрового процесса в игре нет никаких новшеств.